# Белый слон (кинопремия, Россия)
«Белый слон» — российская кинопремия, до 25 февраля 2021 года вручалась под эгидой Гильдии киноведов и кинокритиков России. Основана в 1998 году президентом Гильдии Мироном Черненко. С 1998 по 2005 год вручалась под названием «Золотой овен». 25 февраля 2021 года, после заявления о снятии с Гильдии обязанностей учредителя и организатора кинопремии, премия «Белый слон» обрела независимость.
Выбор осуществляется в два тура. По результатам составляется шорт-лист номинантов, во втором туре экспертный совет тайным голосованием выбирает лауреатов. В экспертный совет, в частности, входили Валерий Кичин, Виктор Матизен, Андрей Плахов, Кирилл Разлогов.

## История
Национальная премия кинокритики и кинопрессы «Белый слон» была учреждена президентом Гильдии киноведов и кинокритиков Мироном Черненко в 1998 году, с целью увеличить интерес зрителей к отечественным «артхаусным», документальным и мультипликационным фильмам, которые обычно не выходят на широкий экран. С 1998 по 2005 год вручалась под названием «Золотой овен».
В 1998—2005 годы трансляцию премии осуществлял телеканал ТВЦ; в 2005—2007 гг. — телеканал СТС.
Церемония награждения за 2020 год проходила в онлайн-формате.
25 февраля 2021 года президент Гильдии киноведов и кинокритиков Союза кинематографистов России Кирилл Разлогов объявил о снятии с Гильдии обязанностей учредителя и организатора кинопремии, в результате чего премия «Белый слон» обрела независимость. Причиной данного шага Гильдии киноведов и кинокритиков стал конфликт из-за предложения дать специальный приз «Событие года» оппозиционеру Алексею Навальному за серию «новаторских документальных фильмов-расследований» политической направленности. В конце января Союз кинематографистов опубликовал релиз, в котором, не упоминая премию, заявил, что «некоторые политизированные коллеги (члены Гильдии киноведов и кинокритиков, в том числе бывшие) пытаются навязать членам нашей организации однополярность». Также прозвучало обвинение в том, что указанные «политизированные коллеги» выдают собственную политическую позицию за общую, а «политические манифесты» — за художественное осмысление.
По итогам 2022 года организаторы приняли решение не проводить премию «Белый слон». Вместо этого экспертами были выбраны лучшие фильмы-лауреаты премии минувшего 25-летия (с 1998 по 2021 гг.).
Премия вручается ежегодно за фильмы, созданные российскими студиями, режиссёрами или продюсерами, которые выходили с 1 декабря предыдущего года по 30 ноября текущего года. Выбор осуществляется в два тура. По результатам составляется шорт-лист номинантов, во втором туре экспертный совет тайным голосованием выбирает лауреатов. Призёрам вручается статуэтка слона из белого матового и прозрачного стекла, высотой около 20 см. Её изготовил художник Павел Фадеев по эскизам режиссёра-аниматора Ивана Максимова.

## Номинации
Согласно действующему регламенту, премия присуждается по 19 номинациям:
- Лучший фильм,
- Лучший неигровой фильм,
- Лучший короткометражный игровой фильм,
- Лучший короткометражный анимационный фильм,
- Лучший сериал,
- Лучшая режиссёрская работа,
- Лучший сценарий,
- Лучшая операторская работа,
- Лучшая работа художника,
- Лучшая музыка к фильму,
- Лучшее звуковое решение,
- Лучшая главная женская роль,
- Лучшая главная мужская роль,
- Лучшая роль второго плана,
- Событие года («любое киноэкранное произведение, ставшее значимым явлением социально-культурной жизни страны»),
- Открытие года («любая творческая личность из мира кино, чья деятельность усилила разнообразие киноэкранной культуры»),
- Приз молодых кинокритиков «Голос»,
- Приз имени основателя Премии Мирона Черненко,
- Приз за вклад в киноискусство.

## Призёры

### Фильмы и сериалы
| Год  | Лучший фильм                                                       | Лучший анимационный фильм                                       | Лучший документальный фильм                                       | Лучший фильм-дебют                                  | Лучший зарубежный фильм российского проката                | Лучший неигровой фильм                            | Лучший полнометражный игровой дебют         | Лучший сериал                                            | Лучший короткометражный игровой фильм       |
| ---- | ------------------------------------------------------------------ | --------------------------------------------------------------- | ----------------------------------------------------------------- | --------------------------------------------------- | ---------------------------------------------------------- | ------------------------------------------------- | ------------------------------------------- | -------------------------------------------------------- | ------------------------------------------- |
| 2005 | «Солнце», реж. Александр Сокуров                                   | «Гора самоцветов», реж. Александр Татарский                     | «Блокада», реж. Сергей Лозница                                    | «Первые на Луне», реж. Алексей Федорченко           | «Дитя», реж. братья Дарденн                                | —                                                 | —                                           | —                                                        | —                                           |
| 2006 | «Свободное плавание», реж. Борис Хлебников                         | —                                                               | —                                                                 | «Эйфория», реж. Иван Вырыпаев                       | «Возвращение» реж. Педро Альмодовар                        | —                                                 | —                                           | —                                                        | —                                           |
| 2007 | «Груз 200», реж. Алексей Балабанов                                 | «Девочка-дура», реж. Зоя Киреева                                | «Мать», реж. Павел Костомаров, Антуан Каттин                      | «Отрыв», реж. Александр Миндадзе                    | «4 месяца, 3 недели и 2 дня», реж. Кристиан Мунджу         | —                                                 | —                                           | —                                                        | —                                           |
| 2008 | «Дикое поле», реж. Михаил Калатозишвили                            | «Мальчик», реж. Дмитрий Геллер                                  | «Девственность», реж. Виталий Манский                             | «Шультес», реж. Бакур Бакурадзе                     | «Старикам тут не место», реж. Братья Коэн                  | —                                                 | —                                           | —                                                        | —                                           |
| 2009 | «Волчок», реж. Василий Сигарев                                     | «Пудя», реж. Софья Кравцова                                     | «Революция, которой не было», реж. Алёна Полунина                 | «Волчок», реж. Василий Сигарев                      | «Бесславные ублюдки», реж. Квентин Тарантино               | —                                                 | —                                           | —                                                        | —                                           |
| 2010 | «Кочегар», реж. Алексей Балабанов                                  | «Со вечора дождик», реж. Валентин Ольшванг                      | «Outro», реж. Юлия Панасенко                                      | «Счастье мое», реж. Сергей Лозница                  | «Белая лента», реж. Михаэль Ханеке                         | —                                                 | —                                           | —                                                        | —                                           |
| 2011 | «Елена», реж. Андрей Звягинцев                                     | «Шатало», реж. Алексей Дёмин                                    | «Книга тундры», реж. Алексей Вахрушев                             | «Портрет в сумерках», реж. Ангелина Никонова        | «Король говорит!», реж. Том Хупер «Пина», реж. Вим Вендерс | —                                                 | —                                           | —                                                        | —                                           |
| 2012 | «Фауст», реж. Александр Сокуров                                    | «Пишто уезжает», реж. Соня Кендель                              | «Да здравствуют антиподы!», реж. Виктор Косаковский               | «Все ушли», реж. Георгий Параджанов                 | —                                                          | —                                                 | —                                           | —                                                        | —                                           |
| 2013 | «Географ глобус пропил», реж. Александр Велединский                | «Бессмертный», реж. Михаил Алдашин                              | «Кровь», реж. Алина Рудницкая                                     | «Зимний путь», реж. Сергей Тарамаев и Любовь Львова | —                                                          | —                                                 | —                                           | —                                                        | —                                           |
| 2014 | «Левиафан», реж. Андрей Звягинцев                                  | «Мой личный лось», реж. Леонид Шмельков                         | «На пороге страха», реж. Герц Франк и Мария Кравченко             | «Комбинат „НАДЕЖДА“», реж. Наталия Мещанинова       | —                                                          | —                                                 | —                                           | —                                                        | —                                           |
| 2015 | «Милый Ханс, дорогой Петр», реж. Александр Миндадзе                | «Мы не можем жить без космоса», реж. Константин Бронзит         | «Событие», реж. Сергей Лозница                                    | «Пионеры-герои», реж. Наталья Кудряшова             | —                                                          | —                                                 | —                                           | —                                                        | —                                           |
| 2016 | «Рай», реж. Андрей Кончаловский                                    | «До любви», реж. Игорь Ковалёв «Кукушка», реж. Дина Великовская | «Слишком свободный человек», реж. Вера Кричевская и Михаил Фишман | «Коллектор», реж. Алексей Красовский                | —                                                          | —                                                 | —                                           | —                                                        | —                                           |
| 2017 | «Аритмия», реж. Борис Хлебников                                    | «Рыбы, пловцы и корабли», реж. Андрей Кулев и Дмитрий Геллер    | «Последний вальс», реж. Юлия Бобкова                              | «Теснота», реж. Кантемир Балагов                    | —                                                          | —                                                 | —                                           | —                                                        | —                                           |
| 2018 | «Война Анны», реж. Алексей Федорченко                              | «Митина Любовь», реж. Светлана Филиппова                        | «Акварель», реж. Виктор Косаковский                               | «Хрусталь», реж. Дарья Жук                          | —                                                          | —                                                 | —                                           | —                                                        | —                                           |
| 2019 | «Дылда», реж. Кантемир Балагов                                     | «Он не может жить без космоса», реж. Константин Бронзит         | «Кино эпохи перемен», реж. Алексей Федорченко                     | «Мальчик русский», реж. Александр Золотухин         | —                                                          | —                                                 | —                                           | —                                                        | —                                           |
| 2020 | «Дорогие товарищи!», реж. Андрей Кончаловский                      | «Хозяйка медной горы», реж. Дмитрий Геллер                      | «Гунда», реж. Виктор Косаковский                                  | «Китобой», реж. Филипп Юрьев                        | —                                                          | —                                                 | —                                           | «Псих», реж. Фёдор Бондарчук                             | «Мы — значит», реж. Игорь Марченко          |
| 2021 | «Капитан Волконогов бежал», реж. Наталья Меркулова и Алексей Чупов | «Жизнь-паскуда», реж. Варвара Яковлева                          | «Расторгуев», реж. Евгения Останина                               | —                                                   | —                                                          | —                                                 | «Дунай», реж. Любовь Мульменко              | «Пингвины моей мамы», реж. Наталия Мещанинова            | «Почти весна», реж. Настя Коркия            |
| 2022 | Премия не проводилась                                              | Премия не проводилась                                           | Премия не проводилась                                             | Премия не проводилась                               | Премия не проводилась                                      | Премия не проводилась                             | Премия не проводилась                       | Премия не проводилась                                    |                                             |
| 2023 | «Сказка», реж. Александр Сокуров                                   | «Хармс», реж. Светлана Андрианова                               | —                                                                 | —                                                   | —                                                          | «Предлагаемые обстоятельства», реж. Никита Ефимов | «Каникулы», реж. Анна Кузнецова             | «Слово пацана. Кровь на асфальте», реж. Жора Крыжовников | —                                           |
| 2024 | «Мастер и маргарита», реж. Михаил Локшин                           | «Папины письма», реж. Алексей Евстигнеев                        | —                                                                 | —                                                   | —                                                          | «#подногами», реж. Алексей Федорченко             | «Папа умер в субботу», реж. Зак Абдрахманов | «Преступление и наказание», реж. Владимир Мирзоев        | «Такой именно день», реж. Клавдия Коршунова |

### Творческий состав
| Год  | Лучшая главная женская роль                                    | Лучшая главная мужская роль                                     | Лучшая женская роль второго плана                                 | Лучшая мужская роль второго плана                  | Лучшая режиссёрская работа                            | Лучший сценарий                                                                      | Лучшая работа оператора                           | Лучшая работа художника                                             | Лучшая оригинальная музыка к фильму                                                       |
| ---- | -------------------------------------------------------------- | --------------------------------------------------------------- | ----------------------------------------------------------------- | -------------------------------------------------- | ----------------------------------------------------- | ------------------------------------------------------------------------------------ | ------------------------------------------------- | ------------------------------------------------------------------- | ----------------------------------------------------------------------------------------- |
| 2005 | Марина Зубанова «Требуется няня»                               | Данила Козловский «Гарпастум»                                   | Оксана Фандера «Статский советник»                                | Сергей Гармаш «Бедные родственники»                | Александр Сокуров «Солнце»                            | Александр Гоноровский и Рамиль Ямалеев «Первые на Луне»                              | Олег Лукичев «Гарпастум»                          | Николай Павлов, Валерий Лукинов «Первые на Луне»                    | Андрей Сигле «Солнце»                                                                     |
| 2006 | Евгения Симонова «Многоточие»                                  | Пётр Мамонов «Остров»                                           | Анна Михалкова «Изображая жертву»                                 | Максим Лагашкин и Владимир Епифанцев «Живой»       | Борис Хлебников «Свободное плавание»                  | Игорь Порублев и Александр Велединский, «Живой» Братья Пресняковы."Изображая жертву" | Андрей Найдёнов «Эйфория»                         | Константин Пахотин, Виктор Иванов «Гадкие лебеди»                   | Айдар Гайнуллин «Эйфория»                                                                 |
| 2007 | Галина Вишневская «Александра»                                 | Сергей Пускепалис «Простые вещи»                                | Зоя Кайдановская «Ничего личного»                                 | Леонид Броневой"Простые вещи"                      | Кира Муратова «Два в одном»                           | Александр Миндадзе «Отрыв»                                                           | Михаил Кричман «Изгнание»                         | Елена Жукова, Даши Намдаков «Монгол»                                | Андрей Дергачев, Арво Пярт «Изгнание»                                                     |
| 2008 | Ксения Раппопорт «Юрьев день»                                  | Олег Долин «Дикое поле»                                         | Анна Михалкова «Живи и помни»                                     | Роман Мадянов «Дикое поле»                         | Алексей Герман-мл «Бумажный солдат»                   | Петр Луцик и Алексей Саморядов «Дикое поле»                                          | Юрий Клименко «Пленный»                           | Павел Пархоменко, «Нирвана»                                         | Алексей Айги «Дикое поле»                                                                 |
| 2009 | Наталья Негода «Бубен, барабан»                                | Олег Янковский «Царь»                                           | Анна Михалкова «Сумасшедшая помощь»                               | Борис Каморзин «Сказка про темноту»                | Алексей Балабанов «Морфий»                            | Алексей Мизгирев «Бубен, барабан»                                                    | Алишер Хамиходжаев «Сказка про темноту»           | Владимир Гудилин при участии Юрия Фоменко «Стиляги»                 | Олег Костров, Андрей Самсонов, Айдар Гайнуллин, Сергей Уфременко, «Кислород»              |
| 2010 | Ольга Демидова «Обратное движение»                             | *Сергей Пускепалис *Григорий Добрыгин «Как я провёл этим летом» | * Рената Литвинова «Мелодия для шарманки» * Юлия Пересильд «Край» | Евгений Миронов «Утомлёные солнцем 2: Предстояние» | Алексей Балабанов «Кочегар»                           | Денис Осокин «Овсянки»                                                               | Павел Костомаров «Как я провёл этим летом»        | Анастасия Каримулина «Кочегар»                                      | Валерий Дидюля «Кочегар»                                                                  |
| 2011 | Дарья Екамасова «Жила-была одна баба»                          | Антон Шагин «В субботу»                                         | Елена Лядова «Елена»                                              | Алексей Серебряков «Жила-была одна баба»           | —                                                     | Марина Потапова «Шапито-шоу»                                                         | Александр Ильховский «Мишень»                     | Юрий Хариков, Владимир Родимин «Мишень»                             | Леонид Десятников «Мишень»                                                                |
| 2012 | Мария Шалаева «Я буду рядом»                                   | Владимир Свирский «В тумане»                                    | Ольга Лапшина «Жить»                                              | Антон Адасинский «Фауст»                           | Александр Сокуров «Фауст»                             | Юрий Арабов «Фауст» и «Орда»                                                         | Алишер Хамидходжаев «Жить»                        | Сергей Февралев «Орда»                                              | Анджей Петрас «Рассказы»                                                                  |
| 2013 | Елена Лядова «Географ глобус пропил»                           | Константин Хабенский «Географ глобус пропил»                    | Юлия Ауг «Интимные места»                                         | Евгений Ткачук «Зимний путь»                       | Кира Муратова «Вечное возвращение»                    | Денис Осокин «Небесные жёны луговых мари»                                            | Шандор Беркеши «Небесные жёны луговых мари»       | Зорикто Доржиев, Артём Хабибулин «Небесные жёны луговых мари»       | Эдуард Артемьев «Легенда № 17»                                                            |
| 2014 | Елена Лядова «Левиафан»                                        | Алексей Серебряков «Левиафан»                                   | Наталья Суркова «Дурак»                                           | Роман Мадянов «Левиафан»                           | Андрей Звягинцев «Левиафан»                           | Олег Негин, Андрей Звягинцев «Левиафан»                                              | Владимир Ильин, Юрий Клименко «Трудно быть богом» | Сергей Коковкин, Георгий Кропачёв, Елена Жукова «Трудно быть богом» | Алексей Айги «Испытание»                                                                  |
| 2015 | Яна Троянова «Страна Оз»                                       | Якоб Диль «Милый Ханс, дорогой Пётр»                            | Инна Чурикова «Страна Оз»                                         | Олег Ягодин «Орлеан»                               | Александр Миндадзе «Милый Ханс, дорогой Пётр»         | Александр Миндадзе «Милый Ханс, дорогой Пётр»                                        | Олег Муту «Милый Ханс, дорогой Пётр»              | Алексей Федорченко, Артём Хабибулин «Ангелы революции»              | The Tiger Lillies, Алексей Айги «Орлеан»                                                  |
| 2016 | Наталья Павленкова «Зоология»                                  | Тимофей Трибунцев «Монах и бес»                                 | Светлана Брагарник «Ученик»                                       | Борис Каморзин «Монах и бес»                       | Андрей Кончаловский «Рай»                             | Юрий Арабов «Монах и бес»                                                            | Александр Симонов «Рай».                          | Андрей Понкратов «Дуэлянт»                                          | Илья Демуцкий «Ученик»                                                                    |
| 2017 | *Ирина Горбачева «Аритмия» *Дарья Жовнер «Теснота»             | Александр Яценко «Аритмия»                                      | Алиса Фрейндлих «Большой»                                         | Владимир Ильин «Время первых»                      | Андрей Звягинцев «Нелюбовь» Борис Хлебников «Аритмия» | Наталия Мещанинова, Борис Хлебников «Аритмия»                                        | Михаил Кричман «Нелюбовь»                         | Ирина Очина «Мешок без дна»                                         | Юрий Потеенко «Время первых», «Анна Каренина. История Вронского», «Рок», «Холодное танго» |
| 2018 | Марта Козлова «Война Анны»                                     | Евгений Цыганов «Человек, который удивил всех»                  | Елена Коренева «Ван Гоги»                                         | Дмитрий Поднозов «Сердце мира»                     | Кирилл Серебренников «Лето»                           | Авдотья Смирнова, Анна Пармас, Павел Басинский «История одного назначения»           | Алишер Хамидходжаев «Война Анны»                  | Андрей Понкратов «Лето»                                             | *Роман Билык, Герман Осипов, «Лето» *Леонид Десятников, Алексей Сергунин, «Ван Гоги»      |
| 2019 | Елена Сусанина «Керосин»                                       | *Алексей Агранович «Юморист» *Алексей Вертков «Воскресенье»     | Наталья Тенякова «Француз»                                        | Александр Балуев «Француз»                         | Кантемир Балагов «Дылда»                              | Юсуп Разыков «Керосин»                                                               | Ксения Середа «Дылда»                             | Сергей Иванов «Дылда»                                               | Сергей Старостин «Керосин»                                                                |
| 2020 | Валентина Чыскыырай-Романова «Пугало»                          | Александр Паль «Глубже!»                                        | Виктория Исакова «Человек из Подольска»                           | —                                                  | Дмитрий Давыдов «Пугало»                              | Михаил Сегал «Глубже!»                                                               | Ирина Уральская «Блокадный дневник»               | Александр Загоскин «Серебряные коньки»                              | Анна Друбич «Гипноз»                                                                      |
| 2021 | Милана Агузарова «Разжимая кулаки»                             | Юрий Борисов «Капитан Волконогов бежал»                         | Наталья Кудряшова «Капитан Волконогов бежал»                      | Павел Деревянко «Подельники»                       | Кира Коваленко «Разжимая кулаки»                      | Кира Коваленко, Антон Яруш «Разжимая кулаки»                                         | Александр Ильховский «Медея»                      | Алексей Максимов «Последняя „Милая Болгария“»                       | Алексей Ретинский «Медея»                                                                 |
| 2022 | Премия не проводилась                                          | Премия не проводилась                                           | Премия не проводилась                                             | Премия не проводилась                              | Премия не проводилась                                 | Премия не проводилась                                                                | Премия не проводилась                             | Премия не проводилась                                               | Премия не проводилась                                                                     |
| 2023 | *Анна Михалкова «Чувства Анны» *Дарья Савельева «Привет, мама» | Александр Филиппенко «Пациент № 1»                              | Инна Чурикова «Пациент № 1»                                       | Александр Робак «Снегирь»                          | Резо Гигинеишвили «Пациент № 1»                       | Наталия Мещанинова «Один маленький ночной секрет»                                    | Алишер Хамидходжаев «Снегирь»                     | Алексей Максимов «Новый Берлин»                                     | *Shortparis «Чувства Анны» *Михаил Местецкий, Кирилл Белоруссов «Год Рождения»            |
| 2024 | Алина Ходжеванова «Филателия»                                  | Александр Робак «Вечная зима»                                   | Самал Еслямова «Папа умер в субботу»                              | Аугуст Диль «Мастер и Маргарита»                   | Бакур Бакурадзе «Снег в моем дворе»                   | Роман Кантор, Михаил Локшин «Мастер и Маргарита»                                     | Алишер Хамидходжаев «Снег в моем дворе»           | Денис Лищенко «Мастер и Маргарита»                                  | Анна Друбич «Мастер и Маргарита»                                                          |

### Специальные призы
| Год  | Премия «Событие года»                                                                                | Приз им. Мирона Черненко              | Приз молодых кинокритиков «Голос»           |
| ---- | --- | ------------------------------------- | ------------------------------------------- |
| 2005 | — | Наум Клейман                          | —                                           |
| 2006 | — | —                                     | —                                           |
| 2007 | — | —                                     | —                                           |
| 2008 | — | Сергей Дворцевой                      | —                                           |
| 2009 | «Россия 88», реж. Павел Бардин                                                                       | —                                     | —                                           |
| 2010 | — | —                                     | —                                           |
| 2011 | — | Владимир Мирзоев за «Бориса Годунова» | —                                           |
| 2012 | - "За Маркса", реж. Светлана Баскова - «Зима, уходи!»                                                | «Антон тут рядом», реж. Любовь Аркус  | «Я тоже хочу», реж. Алексей Балабанов       |
| 2013 | «Трудно быть богом», реж. А.Герман                                                                   | «Трудно быть богом», реж. А.Герман    | «Вечное возвращение», реж. К.Муратова       |
| 2014 | -—                                                                                                   | «Дмитриев», реж. Иван Твердовский     | «Комбинат НАДЕЖДА», реж. Наталья Мещанинова |
| 2015 | |                                       | «Брат Дэян», реж. Бакур Бакурадзе           |
| 2016 | «В лучах солнца» и «Родные», реж. Виталий Манский                                                    | Карен Геворкян                        | «Ученик», реж. Кирилл Серебренников         |
| 2017 | - | Марлен Хуциев                         | «Теснота», реж. Кантемир Балагов            |
| 2018 | - | Кирилл Серебренников                  | «Звоните ДиКаприо», реж. Жора Крыжовников   |
| 2019 | мультимедийный проект Музея AZ «Свободный полёт»                                                     | Александр Сокуров                     | «Тиннитус», реж. Даниил Зинченко            |
| 2020 | - "Проект «Дау»", реж. Илья Хржановский - Алексей Навальный и его творческий коллектив               | Клара Михайловна Исаева               | «Год белой луны», реж. Максим Печерский     |
| 2021 | — | Алла Гербер                           | «Обходные пути», реж. Екатерина Селенкина   |
| 2022 | Премия не проводилась                                                                                | Премия не проводилась                 | Премия не проводилась                       |
| 2023 | — | —                                     | —                                           |
| 2024 | - Юра Борисов, Дарья Екамасова, Алексей Серебряков, Марк Эйдельштейн, «Анора» - «Мастер и Маргарита» | —                                     | «Пепел и доломит», реж. Том Селиванов       |

## Рекорды
По состоянию на 2019 год.
- Фильмы-лауреаты:
  - 7 — «Телец» (из 7 номинаций);
  - 6 — «Левиафан» (8);
  - 5 — «Дикое поле» (7), «Милый Ханс, дорогой Пётр» (8), «Аритмия» (7);
  - 4 — «Вор» ( ? ), «Время танцора» ( ? ), «Страна глухих» (7), «Молох» (7), «Свои» (8), «Кочегар» (6), «Фауст» (7), «Трудно быть богом»[62] (6).
- Фильмы-номинанты (с 1998 года):
  - 8 — «Дневник его жены» (при 1 премии), «Нежный возраст» (1), «Свои» (4), «Географ глобус пропил» (3), «Левиафан» (6), «Милый Ханс, дорогой Пётр» (5);
  - 7 — «Страна глухих» (4), «Молох» (4), «Романовы. Венценосная семья»[63] (1), «Телец» (7), «Бумер» (1), «Дикое поле» (5), «Овсянки» (1), «Елена» (3), «Фауст» (4), «Вечное возвращение» (2), «Аритмия» (5);
  - 6 — «Барак» (0), «Мой сводный брат Франкенштейн» (0), «Настройщик» (3), «Изображая жертву» (2), «Остров» (1), «Простые вещи» (2), «Бумажный солдат» (1), «Как я провёл этим летом» (2), «Кочегар» (4), «Шапито-шоу» (1), «Жить» (2), «Орда» (2), «Трудно быть богом»[64] (4), «Страна ОЗ» (2), «Нелюбовь» (2), «Война Анны» (3), «Лето» (3);
  - 5 — «Хрусталёв, машину!» (3), «Война» (1), «Любовник» (1), «Возвращение» (3), «Гарпастум» (2), «Солнце» (3), «Александра» (1), «Полторы комнаты, или Сентиментальное путешествие на родину» (1), «Стиляги» (1), «Сумасшедшая помощь» (1), «В субботу» (1), «Жила-была одна баба» (2), «Комбинат „Надежда“» (2), «Ангелы революции» (1), «Сердце мира» (1).

## Лучшие фильмы 25-летия (опрос экспертов, 2022)
В связи с 25-летием премии в 2022 году координационная группа премии провела опрос среди членов экспертного сообщества, которым было предложено оценить фильмы—лауреаты премии с 1998 по 2021 год среди игрового кино.
В опрос были включены фильмы, ставшие лауреатами и номинантами в категориях «Лучший фильм», «Лучшая режиссура», лауреатами в категориях «Лучший фильм-дебют», «Лучший сериал» и «Голос», а также фильмы, имеющие три и более номинации или награжденные специальными призами и дипломами экспертного совета.
В опросный включили 166 фильмов, которые оценивали 57 членов экспертного совета премии. Более 60 названий получили поддержку сразу двух третей участников опроса, более 100 названий — половины экспертов.
В десятку лучших попали 11 фильмов (из-за равного количества баллов у нескольких претендентов):
- «Окраина» (1998) Петра Луцика — первое место;
- «Кукушка» (2002) Александра Рогожкина и «Хрусталев, машину!» (1999) Алексея Германа — 2 и 3 места;
- «Настройщик» (2004) Киры Муратовой и «Про уродов и людей» (1998) Алексея Балабанова — 4 и 5 места;
- «Елена» (2011) Андрея Звягинцева;
- «Свободное плавание» (2006) и «Аритмия» (2017) Бориса Хлебникова;
- «Телец» (2001) Александра Сокурова;
- «Груз 200» (2007) Алексея Балабанова;
- «Магнитные бури» (2003) Вадима Абдрашитова.